# آدم بلير
آدم بلير (بالإنجليزية: Adam Blair)‏ هو لاعب دوري الرغبي نيوزلندي، ولد في 23 مارس 1986 في وانغاري في نيوزيلندا.

## روابط خارجية
- آدم بلير على موقع ItsRugby.co.uk (الإنجليزية)